# Narraweena, New South Wales
Naraweena este o suburbie în Sydney, Australia.